# Polydesmus stiphropus
Polydesmus stiphropus är en mångfotingart som beskrevs av Carl Graf Attems 1927. Polydesmus stiphropus ingår i släktet Polydesmus och familjen plattdubbelfotingar. Inga underarter finns listade i Catalogue of Life.